# مطار المحرق
مطار المحرق هو مطار عسكري يقع بالقرب من مطار البحرين الدولي. يتم تشغيله من قبل بحرية الولايات المتحدة. الأسطول الأميركي، وقوات مشاة بحرية الولايات المتحدة، ووزارة الداخلية، وغيرهم مهمتهم الناحية الأمنية للمطار.
وكان مطار المحرق المحطة الأخيرة لمعظم القوات الأمريكية قبل الانضمام إلى قوات حلف شمال الأطلسي في أفغانستان.

## التاريخ
أنشأ سلاح الجو الملكي قاعدة هناك في أبريل 1943 باسم القاعدة الجوية الملكية البحرين. تم تغيير اسمه إلى القاعدة الجوية الملكية المحرق في عام 1963. أغلق المطار في ديسمبر 1971.
استخدم المطار من قبل الطائرات فيكرز في سى 10 من سرب رقم 101 البريطاني خلال التدريب لحرب الخليج الثانية مع طائرات سلاح الجو الملكي بانافيا تورنادو.
اعتبارا من مايو 1997 دعم سرب فيكرز في سي 10 عملية المراقبة الجنوبية على جمهورية العراق.